# Mesquite
Algaroba é uma planta leguminosa do gênero Prosopis encontrada no norte do México e Estados Unidos da Fronteira Estados Unidos-México no Texas até o sudoeste do Kansas e do sudeste da Califórnia e sudoeste de Utah até os limites sul do Deserto de Sonora. Árvores de algaroba são também encontradas no Deserto de Chihuahua do México.

## Espécies
- Prosopis alba
- Prosopis glandulosa
- Prosopis nigra
- Prosopis pallida
- Prosopis pubescens
- Prosopis reptans
- Prosopis strombulifera
- Prosopis velutina